# (6393) 1990 HM1
(6393) 1990 HM1 es un asteroide perteneciente al cinturón de asteroides, descubierto el 29 de abril de 1990 por Hitoshi Shiozawa y el también astrónomo Minoru Kizawa desde el Fujieda Observatory, Fujieda, Japón.

## Designación y nombre
Designado provisionalmente como 1990 HM1.

## Características orbitales
(6393) 1990 HM1 está situado a una distancia media del Sol de 3,148 ua, pudiendo alejarse hasta 3,575 ua y acercarse hasta 2,720 ua. Su excentricidad es 0,136 y la inclinación orbital 10,716 grados. Emplea 2039,85 días en completar una órbita alrededor del Sol.
Los próximos acercamientos a la órbita de Júpiter ocurrirán el 7 de noviembre de 2082, el 18 de marzo de 2093 y el 1 de agosto de 2103.

## Características físicas
La magnitud absoluta de (6393) 1990 HM1 es 12,26.